# جمهورية كأن
جمهورية كأن هي عمل روائي للكاتب المصري علاء الأسواني. صدرت عام 2018. وهذا هو العمل السابع الذي يترجمه هذا المؤلف إلى الفرنسية.

## ملخص
تقاطعت حياة نحو عشرين شخصية عام 2011، من بين ملايين آخرين، في وسط القاهرة، بميدان التحرير، مع مظاهرات طلابية في ذكرى الشهيد الأول خالد (محمد البوعزيزي الجديد)، والقمع، واحتلال الميدان، والانتفاضة الذاتية. تنظيم هذه المعارضة السلمية (عيش، حرية، عدالة اجتماعية)، نقل الوزارات، الوحدات الخاصة، إطلاق سراح الجانحين (البلطجية) من السجون (تحت ستار الهروب) المستعدين لكسر المتظاهرين، الدفاع عن النظام في مكان، أعمال انتقامية، حرب معلومات...
المشهد الآخر، الأكثر شعبية، هو مصنع الأسمنت بيليني، الذي خربته أغلبية المالكين، والذي دخل في إضراب. «أنا أعتبر المصنع نموذجًا مصغرًا لمصر كلها». كلاهما متجه للهزيمة.

## وصلات خارجية
- صفحة رواية جمهورية كأن على موقع جود ريدز